# 1987年から2004年までの名古屋鉄道ダイヤ改正
本項では1987年1月1日改正から2005年1月29日白紙改正までに実施された名古屋鉄道ダイヤ改正（なごやてつどうダイヤかいせい）について記述する。
- 1987年1月1日改正より前のダイヤについては1986年までの名古屋鉄道ダイヤ改正を参照。
- 2005年1月29日白紙改正以降のダイヤついては2005年からの名古屋鉄道ダイヤ改正を参照。

## 1980年代

### 1987年1月1日改正
5700系投入などに伴うダイヤ改正。

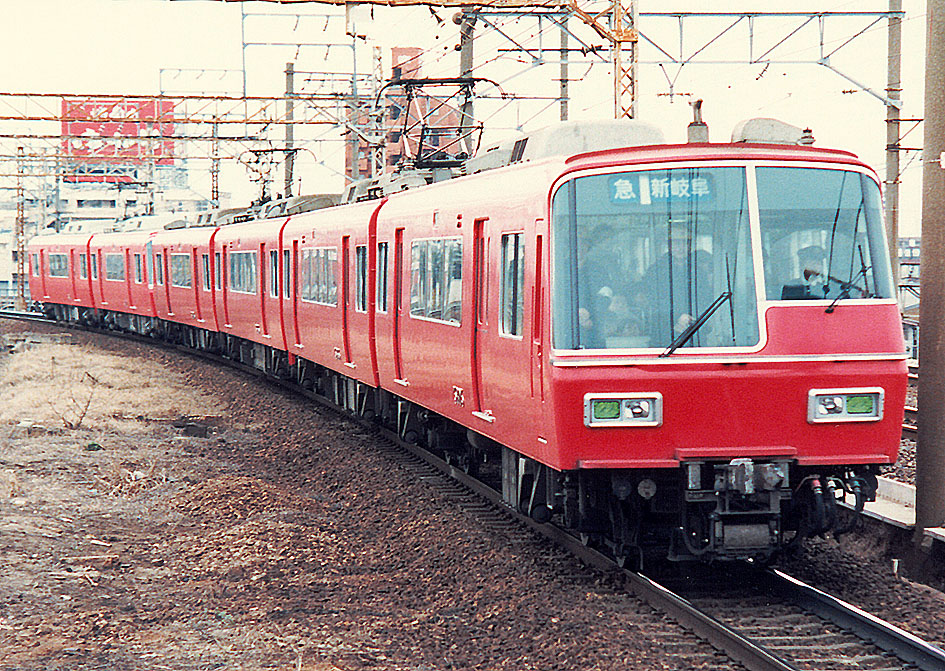
国鉄民営化によるサービス向上に対抗（5700系）
（1987年1月1日改正）

- 名古屋本線の高速、急行を増発[1]。20-22時台の上りに高速1本・急行4本、下り高速2本・急行3本が新設され、名古屋本線国府駅 - 新岐阜駅間は7時台から22時台まで高速・急行あわせて毎時6本となった[2][1]。
- 朝ラッシュ時の新岐阜駅発の高速・急行各1本と新一宮駅発の準急2本を8両化。これにより新岐阜または新一宮駅始発の高速・急行・準急で新名古屋に7時20分から8時40分までに到着する列車が全て8両になった[3]。
- 名古屋駅23時19分着の新幹線「ひかり」からの乗り換えを可能にするため、名古屋本線、犬山線、常滑線、河和線の終電を繰り下げ[2][4]。
- 急行の運行系統を豊川稲荷駅 - （名古屋本線西部経由）新岐阜駅間と河和駅・内海駅 - （犬山線経由）新岐阜駅間に変更[5][6]。

### 1987年2月12日改正
支線直通ネットワークの高密度化を図った白紙改正。
- 朝ラッシュ時の名古屋本線優等列車を完全8両化[7]。
- 名古屋本線20時台 - 22時台の高速・急行を増発し、7時台 - 22時台の急行以上の運行本数を計毎時6本以上とした[7]。5700系、5300系を中心に運用[8]。
- 平日の午前時間帯に本宿駅 - 新安城駅間と太田川駅 - 知多半田駅間に普通を増発[7][1]。
- 広見線明智駅 - 御嵩駅間では昼間の電車運転を取り止めてキハ10形による折り返し運転に変更した。
- 平日朝ラッシュ時の豊田線は12分間隔での運転となった[1]。
- 揖斐線急行の美濃北方駅 - 黒野駅間は各駅停車となった。
- 美濃町線新関駅 - 美濃駅間の日中の運転間隔が60分になった[9]。

### 1987年11月24日改正

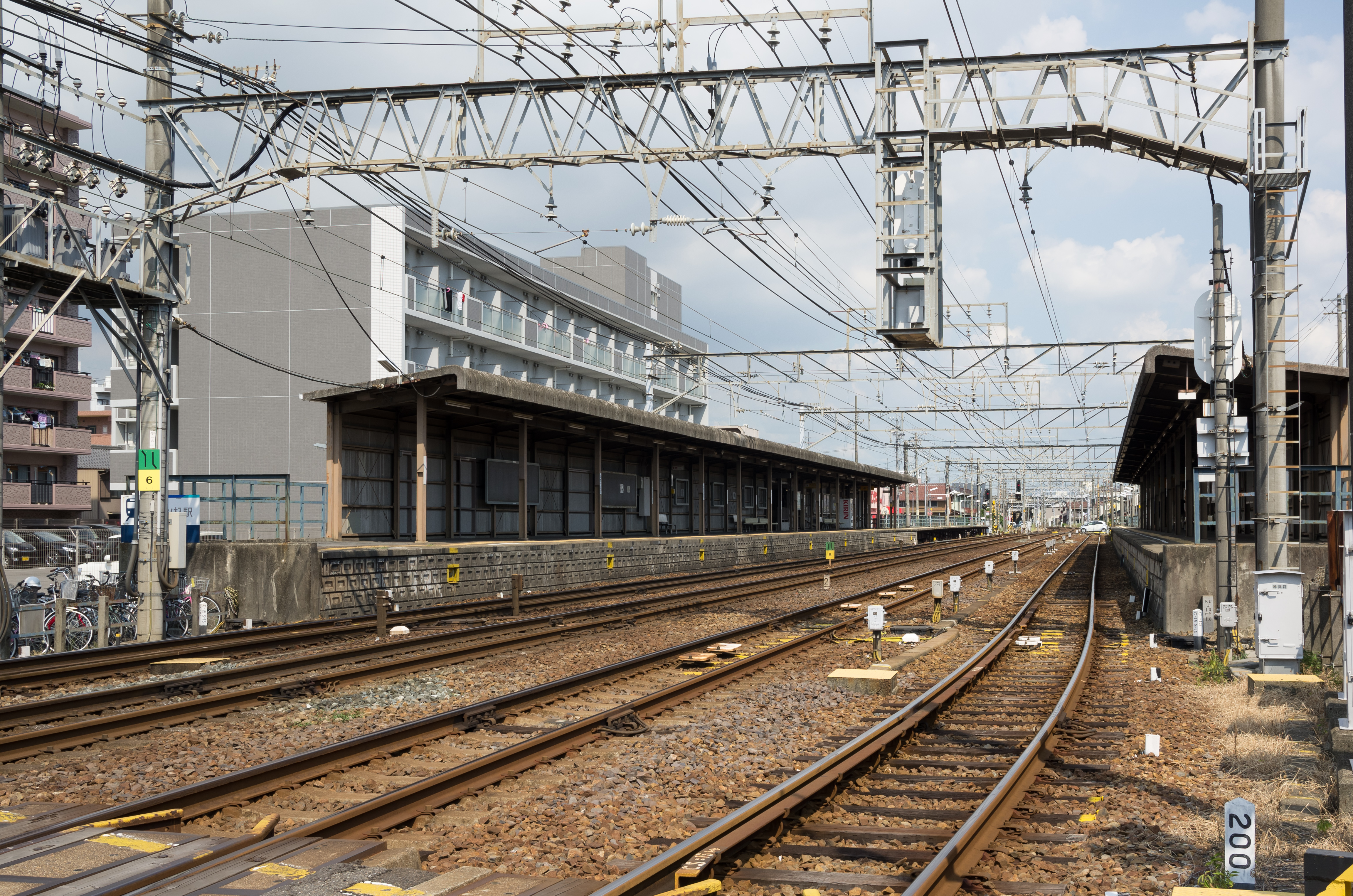
配線変更とそれに伴うダイヤ強化（二ツ杁駅）
（1987年11月24日改正）

須ヶ口駅、二ツ杁駅配線変更に伴う名古屋本線西部、津島線ダイヤ改正。
- 二ツ杁駅待避線新設により同駅が準急停車駅に、西枇杷島駅が普通停車駅になる[10]。
- 新一宮駅始発、新名古屋方面列車の増発[10]。昼間帯に新一宮駅発着の準急を設定[4]。

### 1988年3月13日改正
- 名古屋本線・JR飯田線共用区間ダイヤ改正。水曜日運休を廃止し、全列車が毎日運転に[10]。
- 改正後の4月8日に前後駅の上り待避線が設置された[11]ため、同駅に特別停車する急行が増える。

### 1988年7月8日改正

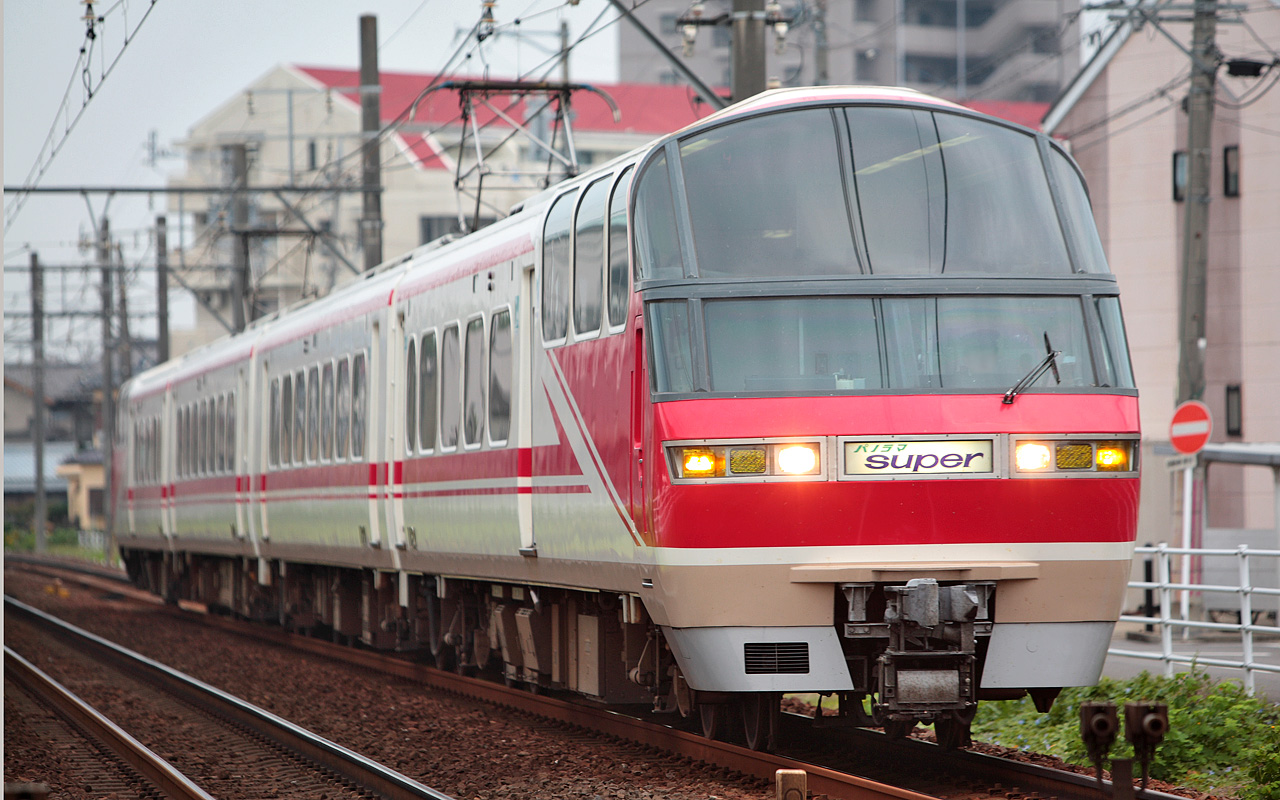
1000系（パノラマSuper）の登場
（1988年7月8日改正）

- 名古屋本線豊橋駅 - 新岐阜駅間直通運転開始40周年に合わせ、1000系（パノラマSuper）全車指定席編成が9編成登場し運転開始[11]。
  - 本改正で名鉄線内でのディーゼル特急の運用がいったん消滅し、当該列車は電車運用に置き換えられた[12]。
  - 7000系白帯車による本線特急運用が消滅。主に犬山線や河和線など支線特急に充てられたほか、急行以下の運用にも使用された[13]。
- 平日新名古屋駅23時10分発東岡崎行、新岐阜行特急をそれぞれ増発し、名鉄はこの列車を「イレブンライナー」とPRした[14]。
- 新一宮駅発着の準急を増発[4]。
- 新名古屋駅 - 内海駅に設定されていた一部特別通過する急行（“快速急行”）を高速に格上げ[15]。これにより常滑線に高速が再び設定された（河和線、知多新線は初）。
- 広見線新可児駅 - 御嵩駅間の昼間時間帯の運転を気動車と電車との交互運用に変更した。
- 動態保存された2両を除く3400系（いもむし）、および850系（なまず）がこの改正で運用を離脱した。
- 西尾線直通特急を増発[16]。
- 瀬戸線の休日20時以降の列車を増発[4]。
- 岐阜市内線と揖斐線の直通列車を増発[4]。

| 名古屋本線の運行系統（1988年7月8日改正） |  | 名古屋本線の運行系統（1988年7月8日改正） |
| 名古屋本線の運行系統（1988年7月8日改正） |  |                                          |

### 1989年3月11日改正
- 須ヶ口駅発着の準急を新一宮駅まで延長[4]。須ヶ口駅 - 新一宮駅を走る準急が7本増えたことに伴い大里駅の急行特別停車を廃止[11]。
- 名古屋本線、犬山線、常滑線の終電を繰り下げ[4]。

### 1989年7月15日改正

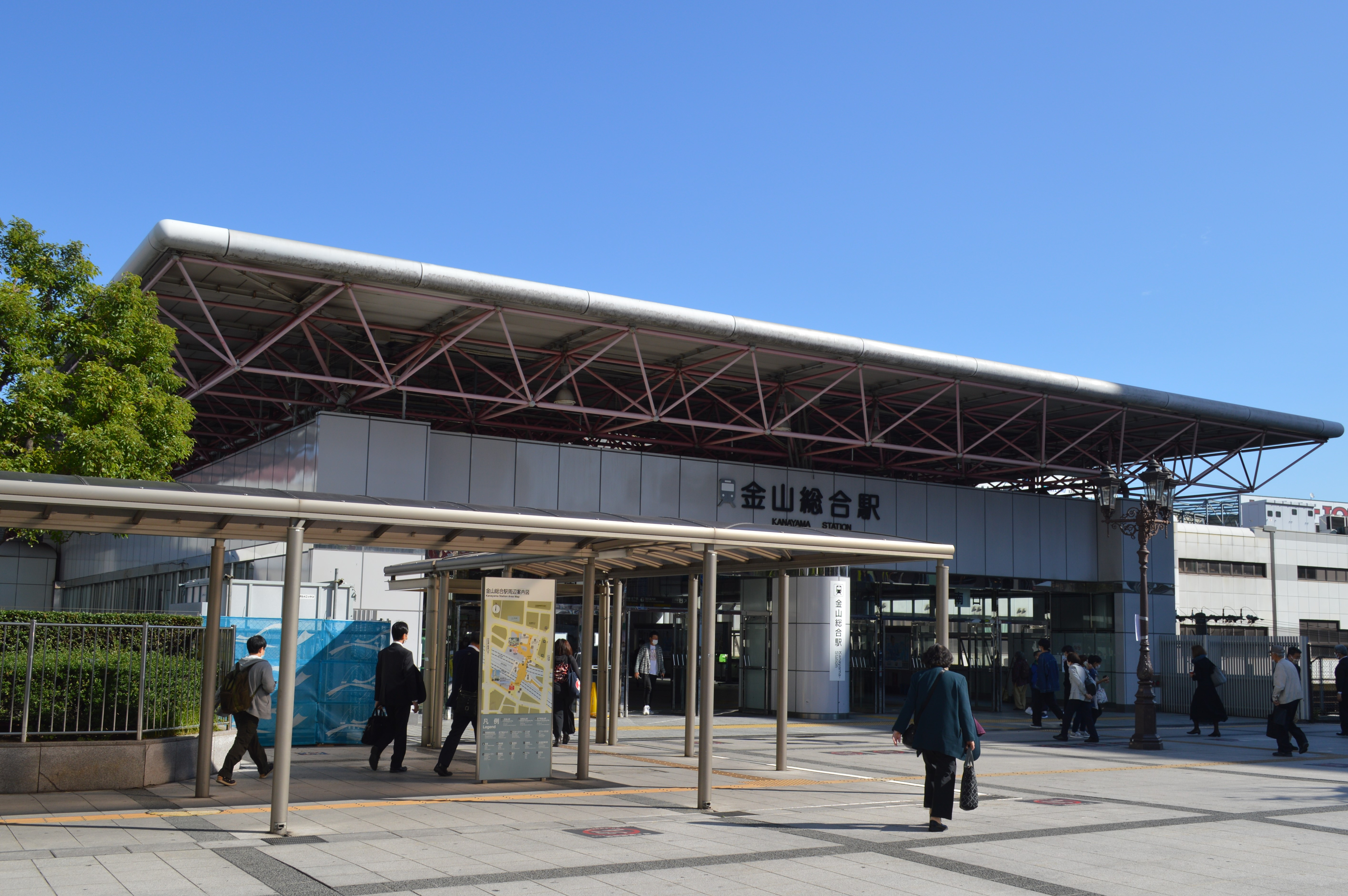
金山総合駅の整備
（1989年7月15日改正）

7月9日の金山総合駅開業と「世界デザイン博覧会」の開催に合わせて実施。
- 新名古屋駅通過列車の原則100％冷房化を達成[17]。
- 豊橋駅 - 新岐阜駅間の特急を1000系に統一[17]。このほか、昼間帯の西尾線直通特急[17]や犬山線・河和線・知多新線系統の特急の一部にも1000系を投入。
- 8800系を3両編成に[17]。
- デザイン博開催期間中に限り、西尾線直通特急を西尾駅 - 新岐阜駅間に変更[17]。蒲郡駅発着の特急を減便[18]。
- 休日の午前に運転されていた豊橋発新鵜沼行特急（407列車[19]）と太田川発新岐阜行特急（103列車[19]）を統合して豊橋発新岐阜行特急（103列車[20]）に変更。これにより豊橋駅始発の犬山線直通特急が一旦消滅。

### 1989年11月27日改正
- デザイン博終了に伴い、1往復の運転に縮小されていた休日昼間帯の蒲郡駅発着特急を3往復に戻した[18]。

## 1990年代

### 1990年3月10日改正
JR側のダイヤ改正に伴うダイヤ改正。
- 特急「北アルプス」の発着駅が高山駅までに短縮され、JR西日本管内での運転が廃止された[18]。
- 飯田線のダイヤ改正にあわせ、豊橋駅 - 平井信号場間の時刻を調整[18]。

### 1990年4月8日改正
名古屋本線神宮前駅 - 金山駅間の複々線化完成に伴うダイヤ改正。
- 太田川駅 - 金山駅間の列車増発（平日8本、休日4本）。常滑線列車の停車時分を短縮[18]。
- 朝ラッシュ時、夜間帯（22時台）の輸送力増強。終電繰り下げ[4]。

### 1990年10月1日改正
- 瀬戸線ダイヤ改正。昼間時間帯において加速性能の劣る3780系を急行運用中心に変更し、普通列車をスピードアップ[21]。

### 1990年10月29日改正

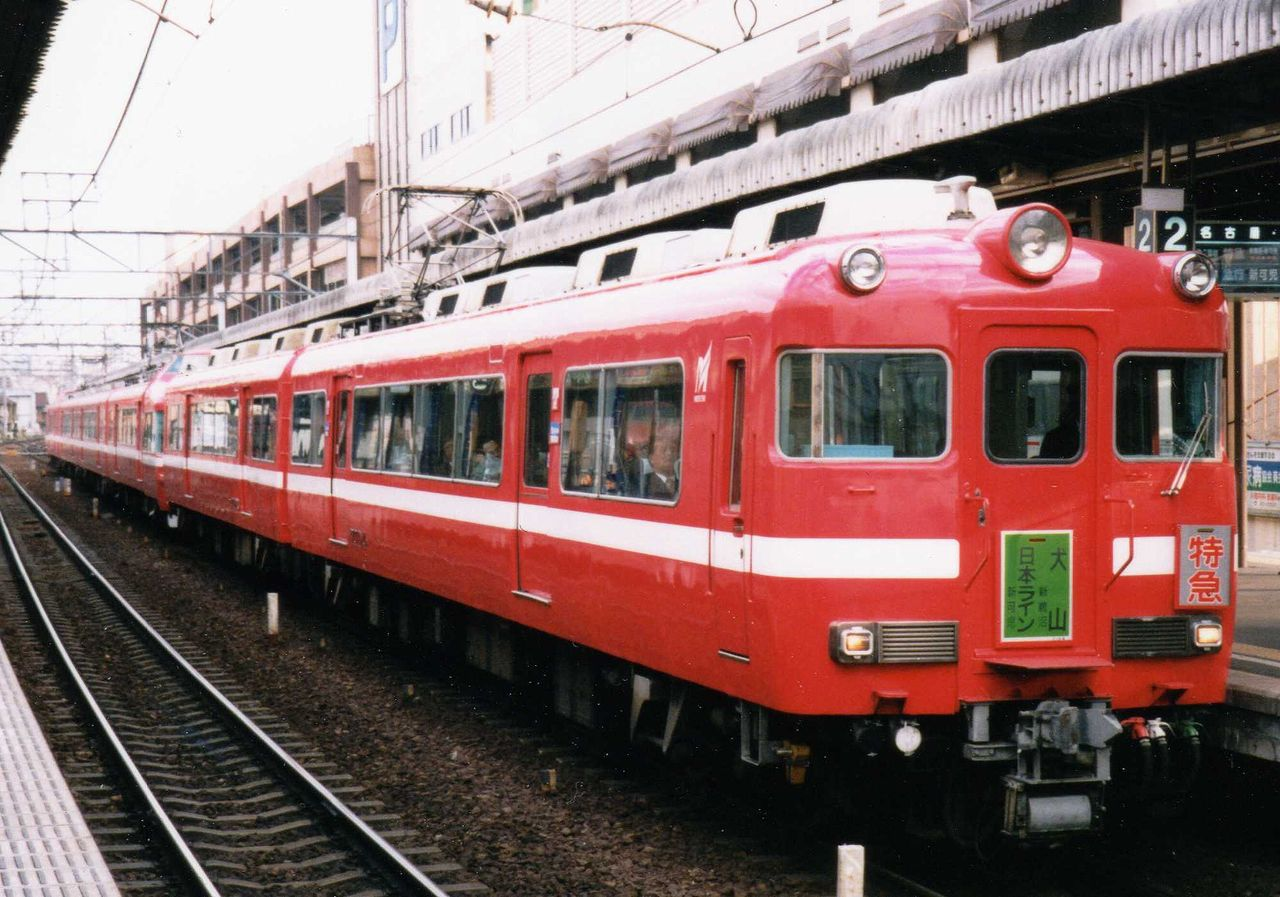
指定席車両の明確化（7700系）

名古屋本線一部区間での120km/h運転（1000系のみからなる4両または8両の全車指定席編成）を開始したことに合わせて全線で実施。
- 種別整理。「高速」を「特急」に、「準急」を「急行」に統合し、本線区の種別を特急・急行・普通の3種別体制とした[21][注釈 1]。
  - それまで座席指定の有無によって種別を分けていた「特急」「高速」を再統合したことにより、特急に3種類の形態（「全車指定席車」「一部指定席車」「全車一般席車」）が生まれた（2度目の特急料金政策変更）[注釈 2]。
  - 準急運用だった列車は急行に変更された後も旧準急停車駅に特別停車する[23]など、準急の統合により急行の特別停車が増加した。
- 全線で列車を増発（平日52本、休日66本）。特に20時代のダイヤ増強と終電繰り下げに努めた[21]。
  - 本線特急は毎時4本（国府宮駅・新安城駅通過の列車と国府宮駅・新安城駅停車の列車が1時間に2本ずつ）となった[注釈 3]。
- この改正に合わせて7000系と7700系電車の一部で編成替えが行われ、7700系はすべて2両組成の白帯車となり、同車の捻出された中間車は7000系（一般車4両組成）のうちの4本に組み込まれた[24]。
- 本改正より、民鉄では初めてとなる全列車・全路線での前照灯の昼間点灯を開始（瀬戸線では同月1日のダイヤ改正で先行実施済）。
- 内海駅発の急行とデラックス特急の待避駅を聚楽園駅から金山駅に変更。急行が聚楽園駅で運転停車する光景が見られなくなった。
- 三河線の猿投駅 - 知立駅 - 碧南駅間の直通運転を取り止め知立駅で系統分離された[25]。
- 季節臨時便として1往復設定されていた三河線直通特急（碧南駅発309列車・豊田市駅発609列車および新鵜沼駅発352列車[注釈 4][26]）の運転区間を変更。碧南駅 - 新鵜沼駅間の運転が廃止され[27]、豊田市駅発403列車、新鵜沼駅発352列車の運転となる[27][28]。

### 1991年3月16日改正

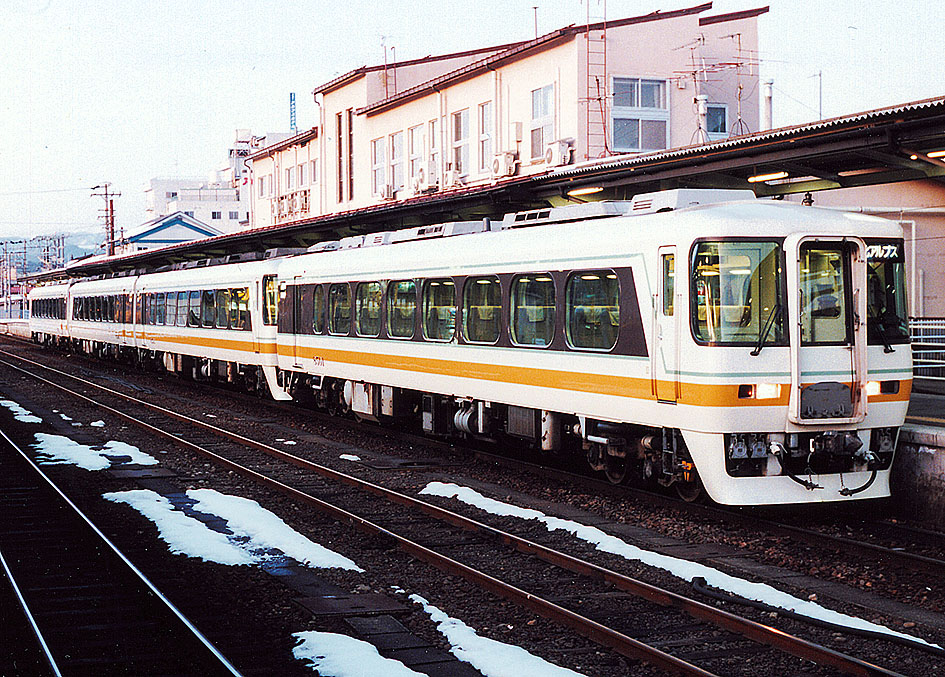
「北アルプス」のグレードアップ（キハ8500系）

- 特急「北アルプス」にキハ8500系を導入し、下り2時間22分、上り2時間21分にスピードアップ[21]。これにより従来「北アルプス」として走っていたキハ8000系は全車廃車になった。

### 1991年4月8日改正
- 豊田線ダイヤ改正。朝間、夜間列車の増発[29]。

### 1991年4月14日改正
- 100系16両が名古屋本線・犬山線・常滑線などに先行投入[29]され、平日朝ラッシュ時の最混雑列車では8両での運転もみられた。
- 昼間時間帯の新名古屋駅 - 鳴海駅間に急行を毎時1本増発[29]。代替として常滑線、河和線の普通1本が金山駅発着となった。
- 小牧線の小牧駅 - 上飯田駅間は朝ラッシュ時10分間隔での運転となった[29]。

### 1991年5月20日改正
- 東岡崎駅→金山駅間、神宮前駅→犬山駅間にキハ8500系使用の特急を新設[29]。

### 1991年10月21日改正
パノラマSuperの一般席車に当たる1200系と一般席車増結用の1800系が登場。
- 朝ラッシュ時など一部例外を除き、豊橋駅 - 新岐阜駅間の特急は原則として一部指定席特急とした[29]。
- 休日朝に運転されていた常滑駅発新可児駅行特急（497列車[31]）を廃止。これにより太田川駅以南の特急運用が一旦消滅した[32]。
- 新名古屋駅 - 常滑駅間の急行、普通を2分短縮した。
- 昼間時間帯の小牧線は全区間20分間隔での運転となった。また、夕方ラッシュ時には小牧駅 - 上飯田駅間を10分間隔とした[29]。
- 早朝と深夜に数本だけ残っていた豊橋駅始発の普通列車[33][注釈 5]をすべて伊奈駅始発に変更[34]。豊橋駅に乗入れる普通列車が消滅した。
- 豊田市駅 - 新鵜沼駅間の季節臨時特急運転を廃止。これにより定期的な臨時列車を含む三河線特急が全廃[27]。
- 新型車両導入に伴って6000系が三河線を除くローカル線区へ進出。普通列車のスピードアップが図られた[35]。
- 3400系、800系の休日運用を取りやめ[35]。

### 1992年11月24日改正

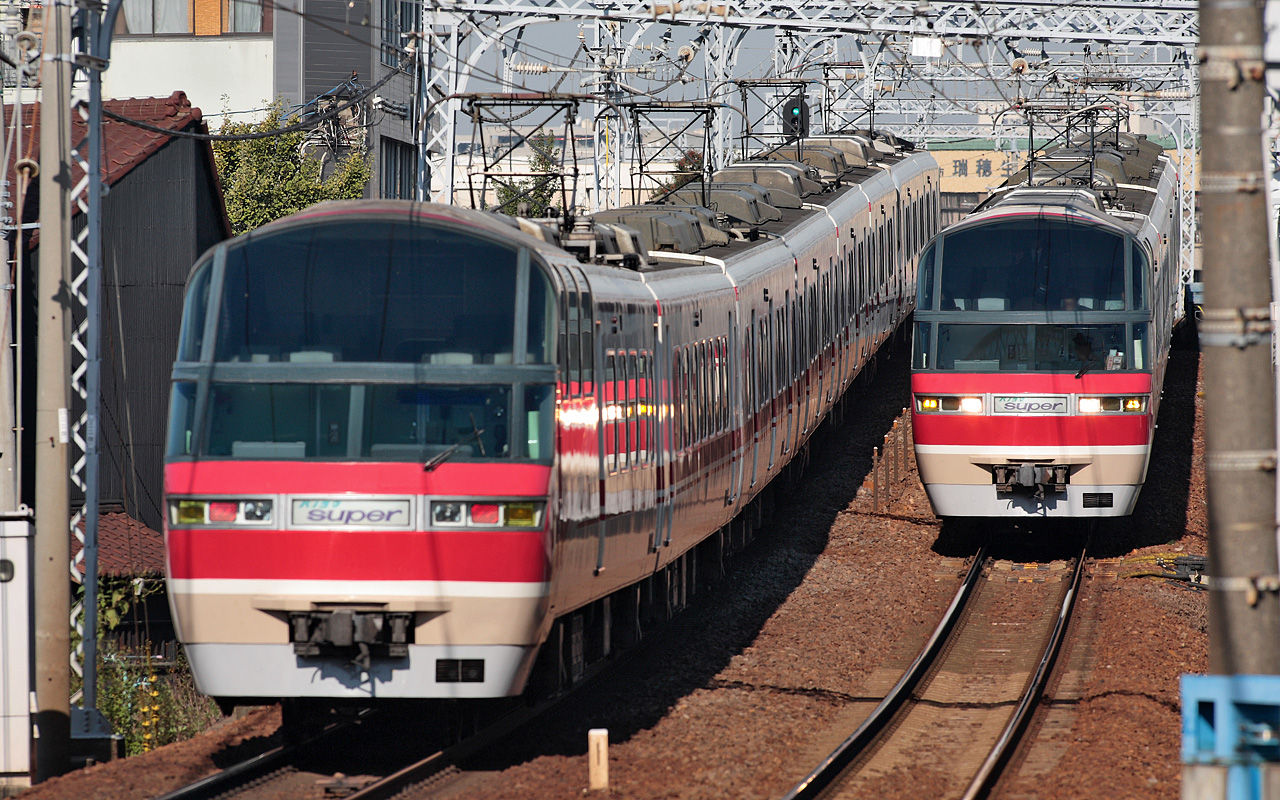
パノラマSuperの増備

名古屋本線における120km/h運転可能区間の拡大、およびパノラマSuper（1000系）の大量増備に伴う白紙改正。豊田線、美濃町線、田神線、モノレール線を除く全線で実施。
- 名古屋本線のロングレール化に伴う最高速度向上により、特急や急行がスピードアップ。特急は豊橋駅 - 新名古屋駅間が最短49分、新名古屋駅 - 新岐阜駅間が最短24分とした[36]。これにより、豊橋駅 - 新名古屋駅間はJRの新快速と互角の所要時間となった[38]。
- 特急車両として1200系（2次車）と1030-1230系・1850系を投入。一部指定席特急を更に増加させるとともに全列車をパノラマSuperによる一部指定席編成に統一[注釈 6][38]。全車一般席特急は平日の新岐阜発豊橋行き（6000・6500系8両で運転。東岡崎駅で1200系と車両交換のうえ、同駅からは一部指定席扱い）の1本を残して全廃された[37]。
- JRに対抗するため、昼間の毎時4本の本線特急のうち1本を知立駅通過とする。また、同様の理由で、三河線（海線）碧南駅まで直通の急行（三河線内は普通）を毎時1、2往復設定[38]。
- デラックス特急を廃止[40]。8800系使用の列車とその他の車両との座席指定料金が統一された[41]。
- 西尾線直通特急を尾西線佐屋駅まで延長し、津島線の特急を増発（平日25本、休日26本）[38]。
- 昼間帯の佐屋駅 - 蒲郡駅間の急行は西尾線内の新安城駅 - 西尾駅間でも急行運転をするようになった[42]。
- 豊川線の名古屋本線直通急行を増発[43]。夜間時間帯に美合駅止まりであった急行を日中と同じく豊川稲荷駅発着に変更した。
- ラッシュ時間帯に全車指定席の特急が名古屋本線、犬山線、常滑線、河和線で増発された。犬山線、常滑線、河和線の特急は「おはよう特急」（朝間）、「お帰り特急」（夜間）と名付けられ、「おはよう特急」は新名古屋駅で下車して新幹線（上り方面の「のぞみ302号」）や近鉄特急（「アーバンライナー57号」）に連絡できる時間に設定された[42]。
- 竹鼻線・羽島線では線内急行の大幅削減に伴いダイヤパターンが変更された。急行は朝ラッシュ時に「ひかり」に連絡する上り5本、下り1本のみとなり、日中は笠松駅 - 新羽島駅間が普通毎時3本、羽島市役所前駅 - 大須駅間が普通毎時2本の運転になった[43]。
- 三河線碧南駅 - 吉良吉田駅間の運転を15分間隔に[44]。

| 名古屋本線の運行系統（1992年11月24日改正） |  | 名古屋本線の運行系統（1992年11月24日改正） |
| 名古屋本線の運行系統（1992年11月24日改正） |  |                                            |

### 1993年2月21日改正
- 新一宮駅付近の高架化に伴う名古屋本線、尾西線ダイヤ改正[36]。

### 1993年3月28日改正
- 西春駅の待避線完成に伴う犬山線ダイヤ改正[36]。

### 1993年8月12日改正
名古屋市営地下鉄鶴舞線と犬山線との相互直通運転が開始された（平日140本、休日136本）。

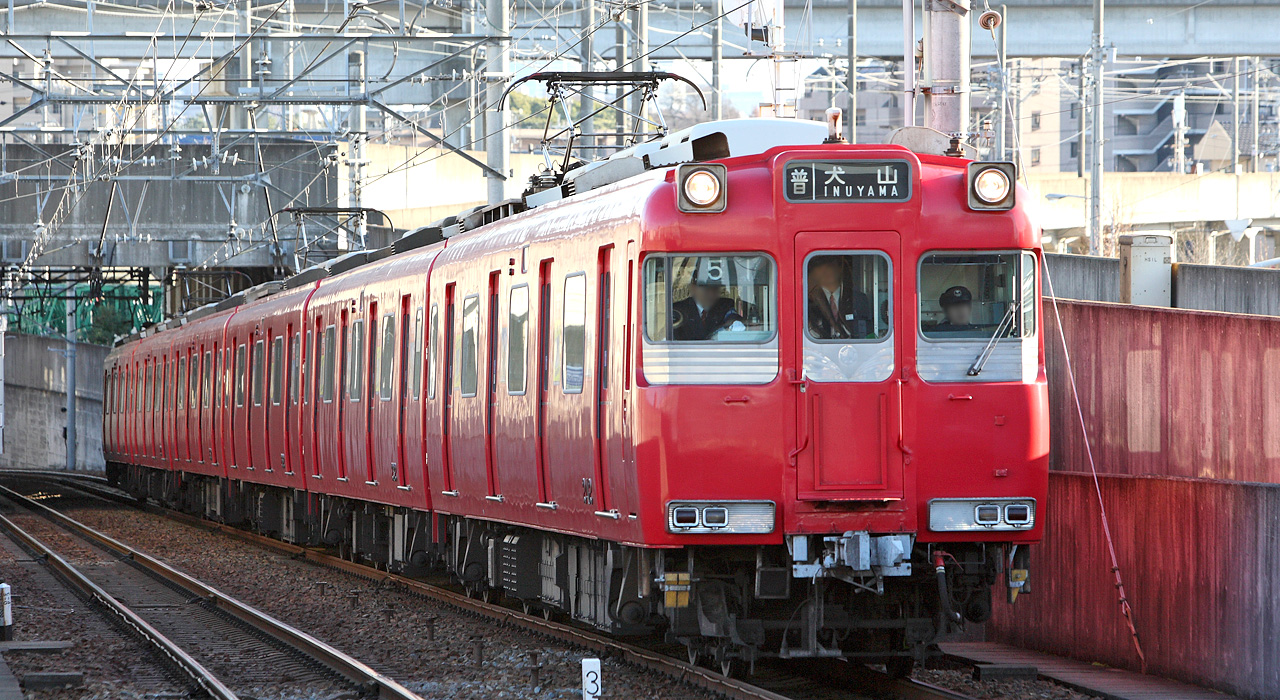
名市交鶴舞線・犬山線の相互直通運転（100系）

- 当初の基本の運転パターンは犬山駅発着と岩倉駅発着が毎時1 - 2往復ずつで、本改正時点では上小田井駅の折り返し設備が未完成であったため、鶴舞線からの電車のうち、犬山線に直通しないものについては引き続き庄内緑地公園駅で折り返していた[46]。
- 鶴舞線との相互直通列車はすべて普通だが、朝ラッシュ時に3本だけ大山寺駅と徳重駅を特別通過する普通が設定された[47]。
- 車両面では100系の中間車のみ20両が製造され、在来の4両組成に2両ずつ組み込まれ6両組成化された[46]。また、直通相手である名古屋市交通局側は従来より使用してきた3000形の4両から6両への組み替えと3050形52両の新造で対処した。
- 西春駅での空港アクセスを考慮し、名古屋本線豊橋方面から犬山線への直通列車を新設[45]。さらに、平日の朝には同駅に停車する特急が下りのみ5本設定され、「空港ライナー」と名付けられた[48]。
- 名古屋本線では伊奈駅 - 国府駅間のロングレール化などにより120km/h運転区間が拡大。豊橋駅 - 新名古屋駅間の所要時間が知立駅通過の特急で上下線とも48分になった[48]。
- 従来西尾駅止まりであった西尾線特急を吉良吉田駅まで区間延長した（この改正より、西尾線に1000系はほとんど入線しなくなった）。また、平日下り1本を除いて鳴海駅にも停車するようになった[49]。
- 桜町前駅が急行停車駅に昇格[50]。
- 三河線直通急行を増発し、昼間帯には1800系や7700系白帯車を使用。また、知立駅 - 碧南駅間の昼間帯と夜間の運行本数を毎時3本から4本に増発[49]。
- 夕方時間帯、各務原線の新岐阜駅 - 三柿野駅間の普通を毎時2本増発[51]。
- 午前中の新名古屋駅 - 常滑駅間に全車指定席の特急を新設。最短所要時間30分[49]。
- 夕ラッシュ時の新名古屋駅発・本線東部方面行きの全車指定席特急を増発、延長。東岡崎駅止まりだった全車指定席特急を豊川稲荷駅まで延長し、豊川線に通年運転の特急を新設。新安城駅、美合駅、国府駅、諏訪町駅に特別停車[49]。
- 昼間時間帯に毎時2本運行されていた新一宮駅発着の急行を廃止。代替として須ヶ口駅 - 新一宮間の普通を増発し、一部時間帯は毎時4本になった[52]。
- 毎時1本運転されている津島線の急行の発着駅が佐屋駅から津島駅に変更された。
- キハ8500系の間合い運用が全廃された[49]。
- この改正に先駆けて3500系が運用を開始。この時より平日朝に1本だけ残されていた全車一般席特急は同車での運行となった[49]。
- 本改正と同時に路線図と運賃表のデザインを刷新した[53]。

### 1994年3月30日改正
- 上小田井駅の折り返し設備が完成し、すべての地下鉄鶴舞線の電車が同駅へ乗り入れるようになった。これにあわせて上小田井駅に一部の急行が停車するようになる[54]。
- 朝ラッシュ時に広見線始発の全車指定席特急を2本新設。うち1本（488列車）は犬山駅で新鵜沼駅発の特急（288列車）と併結し、8両編成で東岡崎駅まで運転[54]。
- 名古屋本線、常滑線、犬山線、広見線の急行運行系統を一部変更。前改正で設定された、本線東部 - 犬山線間の直通列車（西春駅接続による空港アクセス輸送）を拡充するため、日中は豊橋駅 - 新岐阜駅、常滑駅 - 新可児駅・御嵩駅間で運行される急行を交換し、夕方のみ豊橋駅 - 新可児駅・御嵩駅、常滑駅 - 新岐阜駅（名古屋本線）間とした。これにより名古屋空港から東岡崎・豊橋方面への利便性も増した[55]。同列車のうち下りは1度（新安城駅）、上りは2度（布袋駅と前後駅）、特急の通過待ちを行っていた。
- 三河線猿投方面（山線）への直通急行が復活。夕方の三河線（海線）直通急行のうちの2本を6両に増結のうえ、後部2両を猿投行きとした[55]。
- 広見線と各務原線とを直通する急行を数本新設。具体的には平日朝に新岐阜行きを1本、全日とも夕方に新岐阜行き1本、新可児行き3本が設定された[54]。
- 名古屋本線、犬山線、豊田線、瀬戸線などで終電を延長（最大36分の繰り下げ）[55]。

### 1994年7月11日改正
1000系4次車12両の増備に伴い一部ダイヤが修正された。また、この時をもって7700系の定期特急運用は完全になくなった。
- 名古屋本線、犬山線、常滑線、河和線において、朝夕ラッシュ時の列車増発（平日10本、休日4本）や運転区間の延長が実施された[56]。
- 西春駅に特別停車する特急の本数が平日5本から毎日8本に増加[56]。

### 1994年11月28日改正
- 新一宮駅尾西線（森上方面）ホーム高架化に伴うダイヤ改正。新一宮駅経由で名古屋本線に直通する尾西線森上駅発着列車を1往復（朝夕各1本）設定[57]。

### 1995年4月5日改正
- JRへの対抗措置として、新一宮始発の快速急行を午前中に上りのみ3本新設[44]。途中国府宮駅にのみ停車し、新名古屋駅からは普通に種別変更して常滑線へ直通した。車両は1800系2両編成を使用[58]。また、あわせて平日の朝に1本だけ残されていた新岐阜駅発豊橋行きの全車一般席特急（80列車[注釈 7]）は新岐阜駅発東岡崎行きの快速急行（800列車）に改められ、東岡崎駅で豊橋行き一部指定席特急に接続する形に変更された[58]。
- 竹鼻線では普通・急行がほぼ15分間隔で運転されるようになり[44]、笠松駅での本線急行との接続が改善された。
- 日中時間帯の新名古屋駅方面から広見線への列車が従来の新可児駅または明智駅発着からほとんど御嵩駅発着となった。
- 常滑沖の空港開業に向けた常滑線改良工事が進捗し、太田川駅 - 常滑駅間の曲線改良・重軌条化が完了した。これにより同区間の最高速度が110km/hに向上し、新名古屋駅 - 常滑駅間の特急は最速29分となった[59]。
- 終電が従来より最大38分延長された。

### 1995年5月8日改正
- 瀬戸線ダイヤ改正。尾張旭駅が急行停車駅に昇格し、朝ラッシュ時の栄町駅 - 喜多山駅間の普通の一部を尾張旭駅まで延長した[39]。
- 6000系中期車2両組成8本の計16両が転入[39]。3780系が代替廃車されたものの廃車は一部に止まり、同線の所属車両数は56両→64両に増強された。

### 1996年4月8日改正
車両の増備および伊奈駅の配線増強に伴い実施。
- 本改正をもって電圧1500V区間では非冷房車は完全に淘汰され、同区間の冷房化率が100％になった[60]。
- 豊橋駅から名古屋空港への利便性確保のため、平日朝に下り1本のみ豊橋発新鵜沼行きの一部指定席特急（275列車。西春駅にも停車）を新設。これにより犬山線にも一部指定席特急が走るようになった[44][58]。
- 1800系（2次車）8両が増備され、本線特急の8両編成で運転される列車が増加した。
- 前年の改正で登場した新一宮駅始発の快速急行を増発[60]。新一宮駅9時発より30分ヘッド、計6本の運転となった。また、使用車両もそれまでの1800系2両から4両（1800系2連または3500系）に増強された[58]。
- 3500系がさらに増備されたため、6000系列の豊橋駅までの定期運用が消滅した。また、6000系中期車ののうち、中間車のみ16両が捻出のうえ、前年に引き続いて瀬戸線に転属し、前年に転属していたうちの8本に組み込まれた。
- 各務原線朝ラッシュ時の列車を増発。10分間隔で運転[60]。
- 三河線（山線）、豊田線（平日のみ）が昼間20分間隔から15分間隔に変更された[60]。
- 伊奈駅留置線整備に伴い、早朝時間帯に同駅を始発する列車が増やされた。
- 3700系（2代目）、3730系が全廃されたため、従来それらの車両で運行されていた築港線には3300系（2代目）が投入された。
- 7300系が三河線から撤退したことに伴い新名古屋駅を発着する列車から旧性能車の運用が消滅した。

### 1996年6月3日改正
- 瀬戸線ダイヤ改正。6000系12両が転入してきたことにより同線では全列車3ドア車での運転となり、スピードアップが実施された。同時に従来瀬戸線を走っていた3780系が全廃となった。

### 1997年4月5日改正

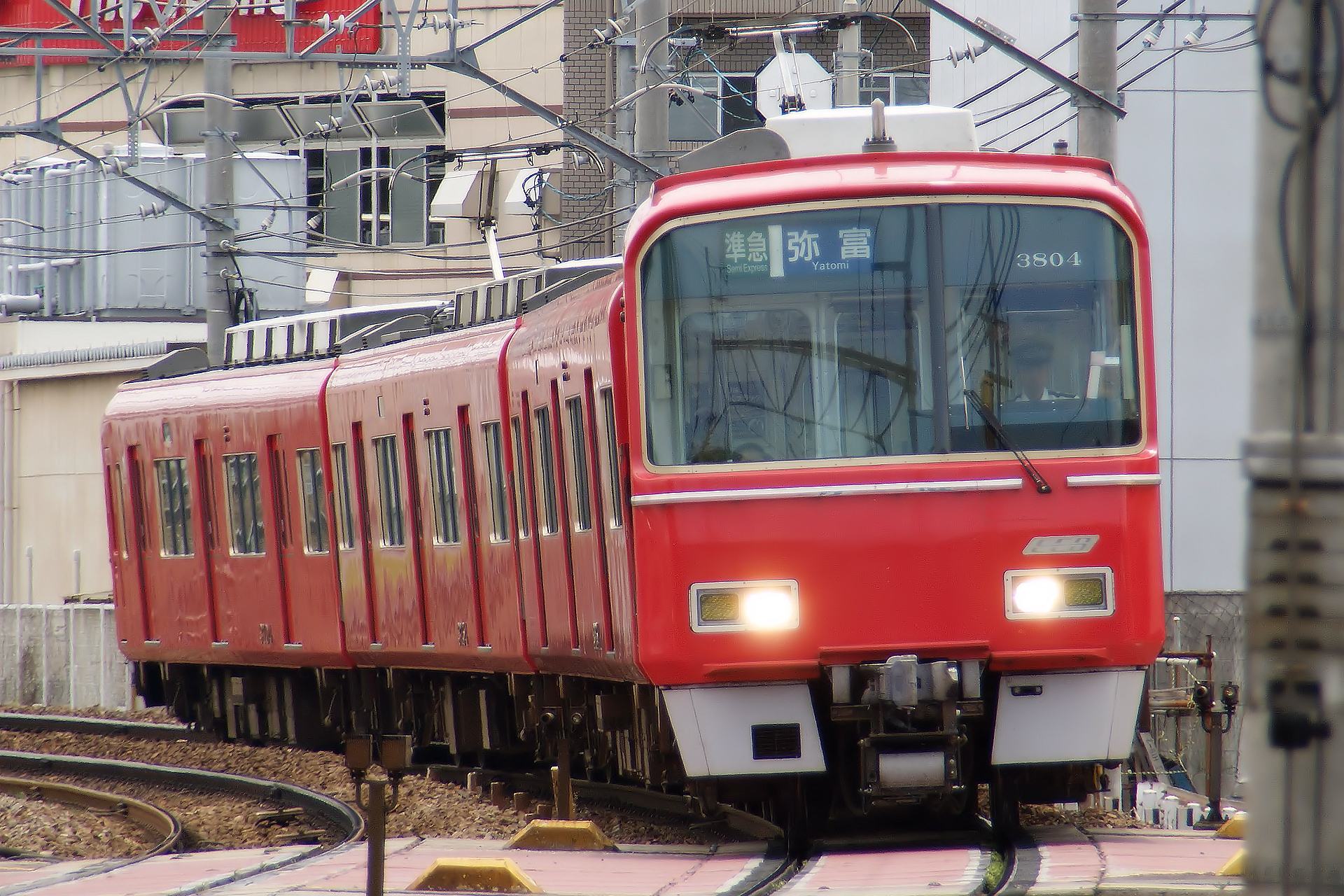
VVVF制御車の増備（3700系）

パノラマSuper（1000系）の増備や新型車両投入（1500V線区へ3700系（3代目）、3100系、600V線区へモ780形を投入）に伴うダイヤ改正。
特急
- 豊橋駅を発着する特急がすべて一部指定席となり、同駅を発着する列車はすべて乗車券のみで利用できるようになった[62]。
- 名古屋本線の特急をさらにスピードアップ。最速パターンで豊橋駅 - 新名古屋駅間47分[62]、新名古屋駅 - 新岐阜駅間23分にまで短縮。
- 国府駅、国府宮駅への特急の特別停車が増加した。
- キハ8500系の名鉄線内完結の運用が4年振りに復活した（「北アルプス号」の運用前に新岐阜駅発常滑行き、常滑駅発金山行きを各1本）。
  - この関係で、北アルプス号の発着が新名古屋駅に変更された。

一般列車
- 加納駅、上小田井駅、扶桑駅に特別停車する急行が増加した[63]。
- 新一宮駅発の快速急行を増発。計8本に[39]。
- 尾西線新一宮駅 - 津島駅間で普通列車を増発し一部時間帯で15分間隔での運転を実施[62]。森上駅 - 新一宮駅間は終日15分間隔の運転となった[61]。
  - なお、1994年11月改正で設定された新一宮駅経由で名古屋本線に直通する列車1往復のうち、森上駅着の1本[注釈 8]が当改正で廃止され、森上駅発1本のみの設定となった[65]。
- 3100系の投入により、3500系は6両編成の列車にも充当が可能となり、それまでは使用されることが少なかった豊川線や河和線に直通する急行にも常時使用されるようになった。また、1000系の最終増備車となった5次車が就役したのに伴い、7000系白帯車はさらに定期特急運用を縮小、ラッシュ時にごく一部が残されていた2編成併結の8両編成での定期運用は消滅し、犬山線 - 河和線系統への使用がほとんどなくなり、同車の特急運用は西尾線 - 津島・尾西線系統が主体となった。
- 本改正より土曜日も休日ダイヤとなった。従来の休日ダイヤから朝間帯に111本の増発を実施し、土曜出勤・登校にも配慮した[62]。
- 同日、舞木定期検査場が完成した[39]。

| 名古屋本線の運行系統（1997年4月5日改正） |  | 名古屋本線の運行系統（1997年4月5日改正） |
| 名古屋本線の運行系統（1997年4月5日改正） |  |                                          |

岐阜線
- 岐阜市内線から揖斐線（黒野駅まで）の直通運転を増発。モ780形投入によりスピードアップ[62]。

### 1998年4月6日改正

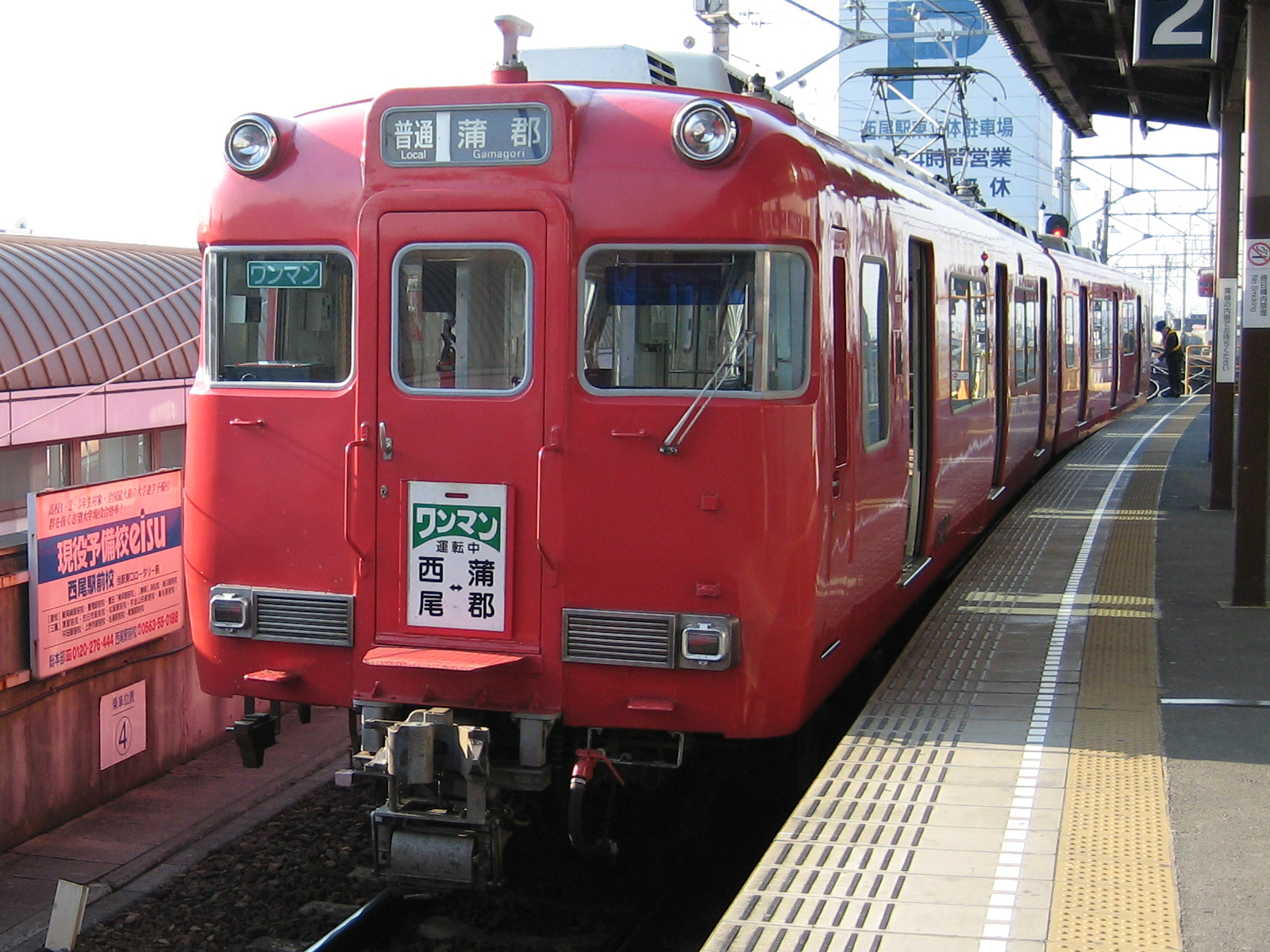
“西蒲ワンマン”の登場（6000系）

前回の改正で登場した3700系、3100系、モ780形のさらなる増備に伴い実施。
特急
- 新木曽川駅、南加木屋駅、巽ヶ丘駅、南成岩駅に特別停車する特急を増加[63]。

一般列車
- 前回改正に続き、扶桑駅に特別停車する急行を追加した[63]。
- 三河線では全区間において平日に終日毎時4本の運転を実施[67]。
- 尾西線新一宮駅 - 津島駅間で普通列車をさらに増発し、平日朝も15分間隔で運転するようになった[67]。
- 常滑線では18時以降に太田川駅を発車する下りの急行を同駅から普通に種別変更し、急行通過駅の救済をすることで通勤・通学の需要に応えた[66]。
- 広見線では土・休日の急行が廃止となり、急行は平日のみの運転となった。
- 各務原線では1993年8月12日改正で増発された夕方時間帯の新岐阜駅 - 三柿野駅間の普通列車のうち、休日ダイヤの設定がなくなり、平日のみの運転となった[68]。
- 休日の午後に1往復のみではあったが、1996年4月改正をもって消滅していた6000系列の豊橋駅への定期乗り入れ運用が再開された。運行経路は新岐阜駅→豊橋駅→御嵩駅であった。
- 3100系、3700系の増備に伴い、7000系の廃車が本格的に行われるようになった。廃車対象は7015、7021、7023、7031各編成および中間車のモ7083、モ7084の計18両で、このうち7015編成は白帯車のまま廃車となった[69]。
  - これに伴い、平日朝夕のラッシュ時間帯に、名古屋本線などではクロスシート2扉車からロングシート3扉車への転移が起こった。
- 三河海線レールバス運転区間で列車本数の削減が行われた。
- 西尾線・蒲郡線（西尾駅 - 蒲郡駅間）では改正後の6月1日よりワンマン運転を開始[70]。西尾駅以南へ向かう列車は特急・急行と一部の列車を除いてワンマン運転となり、朝間帯以外はほとんどの急行が西尾駅折り返しとなり、系統分断が進んだ[66]。

岐阜線
- モ780形の増備により、揖斐線黒野発着列車のほとんどが岐阜市内線直通となった。
  - 置き換えの結果、忠節駅 - 黒野駅間の冷房化率が100％に達した[67]。また、岐阜市内線の冷房化率も大幅に改善した。
- 谷汲線で列車本数の削減が行われた。
- モ570形、モ700形、モ750形に廃車が発生し、モ700形は形式消滅した[69]。

### 1999年5月10日改正
1600系の登場に伴い実施。
特急

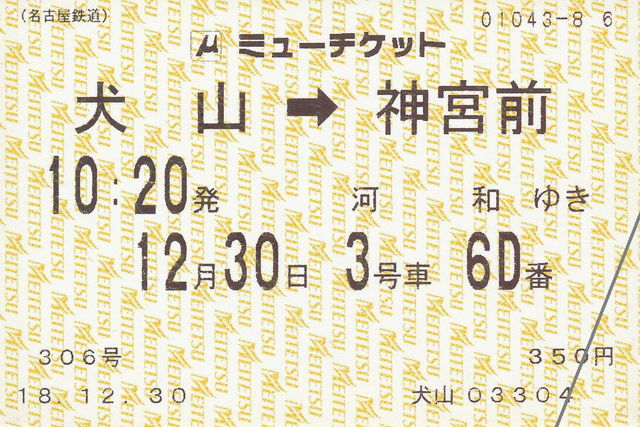
座席指定券からミューチケットへ

- 1600系の投入により、特急列車は専用の車両で運転されるようになったため、従来の指定席車が特別車に変わり、座席指定券はミューチケットに名称が変更された。あわせて、一般席車も一般車と改称された[72]。
  - これにより、7000系、7700系白帯車は臨時も含めた指定席特急の運用から完全に離脱した[63]。
- 7000系、7700系白帯車の特急運用が廃止[73]。7000系の4両組成はそれまで白帯車と一般車とで運用が分けられていたが、白帯車の定期特急運用廃止に伴い、同車の4両組成は白帯の有無にかかわらず共通運用となった。
- 国府宮駅が特急停車駅に昇格し、知立駅の特急の特別通過が廃止された[72]。このほか、岩倉駅、太田川駅、知多奥田駅の特急通過が無くなる一方、新木曽川駅の一部特急の特別停車が取り止められた[71]。
- 利用状況が悪い一部の全車特別車の特急の運転区間短縮が行われた[71]。
- この改正に前後して、パノラマメイツの呼称は順次使用されなくなり、女性乗務員も男性と同様に扱われるようになった。

一般列車
- 昼間の新一宮駅始発の快速急行を全廃[74]。この結果、快速急行は平日朝に走る新岐阜駅 - 東岡崎駅間の列車1本を残すのみとなった。
- 加納駅への急行特別停車本数を削減。朝間、夜間の一部列車を除き、急行が停車しなくなる[71]。
- 豊明検車区稼動に伴い、始発駅を鳴海駅から豊明駅へ変更する列車が増加。
- 平日朝に3本に運転されていた徳重駅と大山寺駅の両駅を特別通過していた犬山線からの鶴舞線直通普通列車はこの改正で両駅とも停車となった[71]。
- 昼間の羽島市役所前駅 - 新羽島駅間を毎時4本から2本に削減[75]。
- 前改正で休日にのみ再開されていた6000系列の豊橋駅への定期乗り入れが再度消滅し、これ以降、同系列の豊橋駅への定期乗り入れは再開されていない。
  - その一方で、平日のみの午前中に1往復、7000系4両組成の御嵩駅への定期乗り入れが再開された。
- ダイヤ改正に合わせ、新名古屋駅の発車標などの案内設備を更新した。発車標はこの更新で「次々発」までの表示が可能になり、種別や行先に英語表示が付加された[71]。

岐阜線
- 直前の4月1日には美濃町線の新関駅 - 美濃駅間が廃止され、その代替として新関駅 - 関駅間が開業して長良川鉄道との連絡運輸が行われるようになった。

### 1999年12月4日改正
JR東海が名古屋近郊の在来線で大規模なダイヤ改正（東海道線における「特別快速」の新設、飯田線・武豊線から名古屋方面への直通列車の増発、など）を実施したこの日、名鉄でも一部ダイヤ改正が行われた。
特急
- 平日朝の豊橋駅発急行2本を特急に格上げ（伊奈駅・国府駅に特別停車）。朝ラッシュ時に東岡崎駅発金山駅行特急を1本増発[75]。
- 河和駅17時16分発の新鵜沼・新可児行き特急が住吉町駅に特別停車するようになる[76]。
- 北アルプス号が江南駅、犬山遊園駅に停車[75]。またJR東海の特急「ひだ」の増発（臨時列車の定期列車化および大阪駅発着の急行「たかやま」の特急「ひだ」への格上げ）に伴い、北アルプス号は美濃太田駅 - 高山駅間で「ひだ」との併結が毎日行われるようになった。

一般列車
- 豊明駅発豊橋行き急行を増発し、同区間急行停車駅の始発列車を最大34分繰り上げ[75]。
- 大野町駅7時48分発の金山行き普通を犬山駅発着（神宮前駅から急行）に変更[76]。

## 2000年代

### 2000年3月21日改正
特急
- 従来新安城駅に特別停車していた毎時2本の本線特急が国府駅にも特別停車するようになり[77]、当該列車は国府駅で普通列車と緩急接続するようになった[78]。
- 平日朝と夕方に三柿野発名古屋方面行きの全車特別車特急が各1本設定された[78]。
- 津島線の木田駅と勝幡駅に昼間以降の下り特急が特別停車するようになる[78]。

一般列車
- 常滑駅発着の急行が大江駅に特別停車するようになり、同駅で緩急接続ができるようになった[77]。
- 夕方に運転されていた、豊橋駅 - 御嵩駅または新可児駅間と常滑駅 - 本線経由新岐阜駅間の急行を昼間帯と同様、豊橋駅 - 新岐阜駅間および常滑駅 - 御嵩駅または新可児駅間の運転に再編。
- 前後駅、栄生駅、大里駅に特別停車する急行が増え、利便性が向上[77]。
- 須ヶ口駅 - 新木曽川駅間に普通列車を毎時2本増発し[77]、同区間では毎時4本になった。国府宮駅で特急、（上りのみ）新清洲駅で急行と緩急接続する[75]。なお、増発されたこの普通は新木曽川駅 - 新岐阜間を急行として運転[78]。
- 知多半田駅 - 金山駅間の普通列車が一部急行に格上げとなり、河和線急行停車駅 - 名古屋方面の所要時間の短縮が図られた。また、太田川駅 - 知多半田駅間で普通が増発され、一部時間帯を除いて毎時4本の運転となった[77][78]。
- 各務原線の急行（犬山線犬山駅以南から直通する系統）が三柿野駅で種別変更し、新岐阜駅 - 三柿野駅間を普通列車で運転するようになった[79]（新岐阜駅 - 三柿野駅間の普通列車が運転される平日夕方時間帯は引き続き種別変更せず急行として運転[80]）。
- 羽島市役所前駅 - 大須駅間の区間列車を、一部を除いて笠松方面へ延長運転[77]。名古屋本線と竹鼻線・羽島線全線でループ運用（大須駅→新岐阜駅→新羽島駅→笠松駅→大須駅）が組まれた[81]。このほか、平日朝の笠松方面急行4本、羽島市役所前方面急行2本を普通に格下げし、当該時間帯の普通列車を15分間隔とした[79]。
- 同年3月28日に犬山橋の道路と鉄道部分を分離した。その後、鉄道専用橋化工事の際に犬山遊園駅 - 新鵜沼駅間が単線運転となるため、それに対応したダイヤとした。

| 名古屋本線の運行系統（2000年3月21日改正） |  | 名古屋本線の運行系統（2000年3月21日改正） |
| 名古屋本線の運行系統（2000年3月21日改正） |  |                                           |

### 2000年6月10日改正
瀬戸線で実施。
- 平日朝ラッシュ時の準急運転を取り止め全区間普通に変更するとともに、ピーク時には4分間隔で運行されるようになった[75]。
- 日中時間帯には栄町駅 - 尾張旭駅間に準急が毎時2往復増発され、上下線とも毎時8本になった[75]。
- 平日の夕間帯の下り急行10本が準急に変更されたほか、尾張旭行き普通5本が尾張瀬戸行きに区間延長され、準急停車駅の本数が倍増した。
- 改正に伴い、本線系統から6000系8両が転属した。

### 2000年11月16日改正
- 美濃町線が全区間ワンマン運転になる。

### 2001年10月1日改正

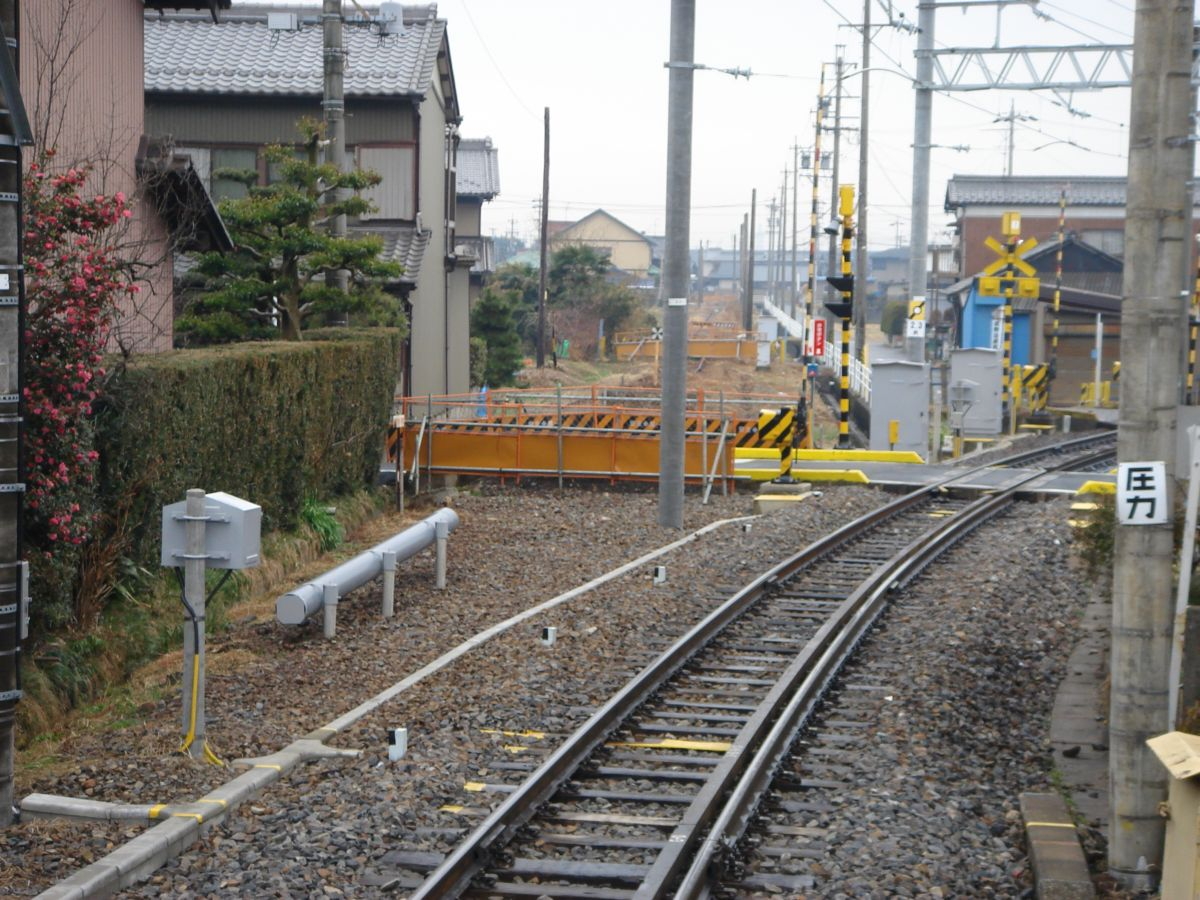
赤字ローカル線の廃止（江吉良駅。まっすぐ進むのが竹鼻線大須方面の線路跡。右に向かう線路は現役の新羽島方面）

岐阜県内の赤字路線（谷汲線、揖斐線（黒野 - 揖斐）、竹鼻線（江吉良 - 大須）、八百津線）廃止に伴い全線で実施。
特急
- 東海北陸自動車道開通の影響によるマイカー利用者増加などの要因により、JR高山本線直通特急「北アルプス」が廃止された[84]。キハ8500系は名鉄線内完結の特急を含めて運用を離脱。同年12月に会津鉄道に譲渡された[73]。
- 木田と勝幡が特急停車駅になった。
- 平日ダイヤで、新岐阜8時14分発豊橋行き、伊奈5時35分発新岐阜行き（国府・新安城特別停車）の一部特別車特急をそれぞれ新設。
- 平日ダイヤの新名古屋6時11分発豊橋行き（一部特別車）を国府宮発に、新岐阜7時46分発東岡崎行き（改正後は一部特別車）を豊橋行きに、河和7時42分発金山行き（全車特別車）を、新岐阜まで（新岐阜8時59分着）区間延長。

一般列車
- 上小田井が急行停車駅に格上げされる[85]。
- 中京競馬場前駅に、ほぼすべての時間帯で豊川線系統の急行が特別停車するようになる[86]。
  - 上小田井駅への急行の全列車停車に伴い、利用率の低かった昼間の岩倉駅折り返しの地下鉄鶴舞線直通列車が廃止された[85]。
- 犬山橋の鉄道専用橋化工事が完成し、犬山遊園駅 - 新鵜沼駅間の複線運転が行えるようになった。
- 竹鼻線の急行を廃止。本線直通列車は笠松駅で普通に種別変更するようになる[85]。
- 尾西線新一宮駅 - 津島駅間の普通列車が毎時2本増発され、ほぼ終日毎時4本の運転となる[85]。
- 豊川線では、昼間時間帯に線内折り返しの普通を増発し、国府駅で急行と接続を図るようになった。
- 三河線の山線区間（知立駅 - 猿投駅間）に駅集中管理システムが導入され、終日ワンマン運転となる。また、三河線全線で普通の増発も行われ、土休日もほぼ毎時4本の運転となる[85]。
- 前改正で三柿野駅にて種別変更するようになった犬山経由新岐阜発着の急行が犬山駅（名古屋方面は新鵜沼駅）で種別変更するようになる。その代替として、犬山駅 - 新岐阜駅間の普通列車が犬山駅 - 三柿野駅間を急行運転するようになった[85]。
- 前改正で設定された新木曽川で種別変更する普通（急行）は走行する全区間において普通として運転されるようになり、新木曽川駅 - 新岐阜駅間の普通停車本数も毎時4本となった[87]。
- モノレール線では、犬山遊園駅での犬山線との乗換え利便性を向上させるべく、時刻を変更した。
- 太田川駅 - 知多半田駅間で普通が減便され、昼間帯は毎時2本の運転となった[87]。
- 動態保存として運用されていた3400系が定期運用を離脱した[73]。

岐阜線
- 揖斐線は全列車が終日岐阜市内線への直通運転となり、美濃北方駅発着の列車を黒野駅発着へ延長した[85]。
- 岐阜バスとの共通乗車制の導入に伴い、昼間時間帯を中心に美濃町線の列車を減便[73]。

### 2002年1月16日改正
中部国際空港連絡線（空港線）建設に伴う高架化工事のため榎戸駅 - 常滑駅間がバス代行となった。
- 榎戸駅、常滑駅前に隣接して代行バスの停留所を設け、榎戸駅発着列車に接続する形で代行バスを運行（多屋駅バス停は駅から少し離れた位置に設置）。各列車ごとの輸送実績から代行バスの両数が個別に割り出された。代行バスの運賃は鉄道運賃に準ずる[89]。
- 代行バス運転により、榎戸駅 - 常滑駅間の所要時間は約3分から約10 - 15分程度に伸びた[89]。

### 2003年3月27日改正

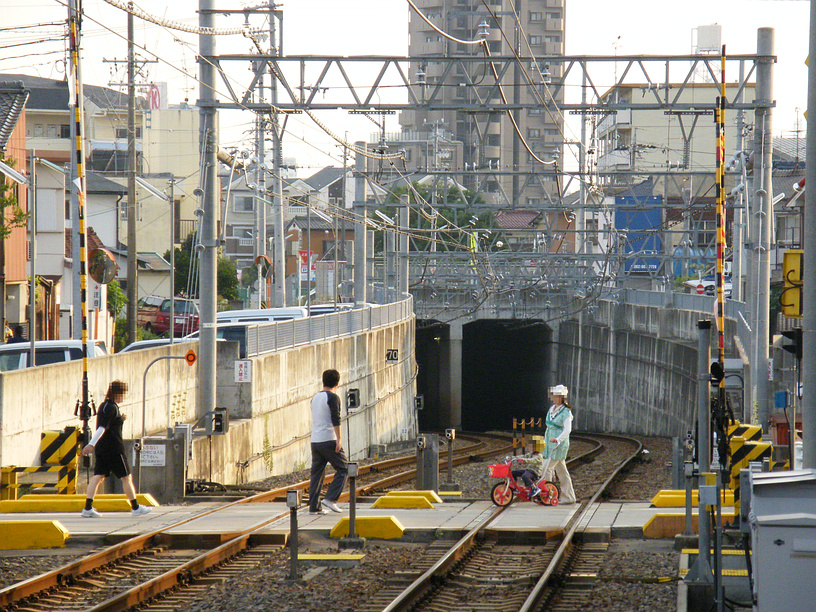
上飯田連絡線の完成

名古屋市営地下鉄上飯田線の開業と前後駅の下り待避線設置に合わせて全線で実施。
小牧線
- 地下鉄上飯田線が開通し、同日より小牧線は犬山駅 - （地下鉄上飯田線）平安通駅との間で相互直通運転が開始された。また、かねてから進められていた小牧駅以南の複線化完成に伴い小牧線の列車が増発され、犬山駅 - 平安通駅間でほぼ終日毎時4本の運転が基本となり、朝夕には小牧駅 - 平安通駅間の列車が追加された。同区間では平日の8時台前半までは毎時8本、平日の8時台後半と9時台および夕間帯と休日の朝夕は毎時6本となる。同時に、小牧線は名鉄で初めてトランパスに対応した[91]。
- 上飯田線との相互直通開始により小牧線はワンマン運転となった[91]。
- また、同日より味鋺駅南方 - 上飯田駅間が地下化され、上飯田駅には名鉄の駅では初となるホームドアが設置された。

特急
- 各務原線の全車特別車特急を増発。それまで新鵜沼駅始発だった早朝の神宮前駅行き特急1本を三柿野駅始発に変更。またこの特急のみ名電各務原駅にも特別停車する。
- 平日夜間の常滑発（2003年10月3日までは榎戸発）新鵜沼行き特急を新可児行きに変更し、広見線内の特急停車駅への帰宅時の利便性が向上した[92]。
- 休日夕間帯の一部特別車特急が8両から6両に減車。

一般列車
- 快速急行を廃止。平日朝に上り1本だけ残っていた東岡崎行き快速急行は特急豊橋行き（一部特別車）に変更。ただし、鳴海駅、新安城駅への停車は統合後も特別停車として存続[92]。
- 前後駅が急行停車駅[93]、可児川駅が特急停車駅[92]に格上げされる。また豊明駅に終日一部の急行が特別停車するようになる[92]（停車の目的は特急待避。当時の上り列車の停車は日中のみ）。これに伴い、従来豊明駅で折り返していた毎時2本の普通が東岡崎駅まで直通運転されるようになり、東岡崎 - 豊明間の普通は毎時4本になった[92]。
  - これに併せて、平日の夕方以降に豊橋駅発着の急行が特別停車していた矢作橋駅に停車する急行の本数が減少。同駅に停車する急行はほとんど朝ラッシュのみとなった。
- 名古屋方面へ向かう普通列車が前後駅で急行に接続するようになり、昼間時間帯に富士松駅、一ツ木駅から新名古屋駅への所要時間が13分短縮した[92]。
- 夜間、加納駅に特別停車していた急行がすべて通過するようになった。
- 平日の昼間と休日の犬山方面と御嵩方面との直通運転が廃止され、新可児駅で系統分割される[84]。またこの時間帯の急行は常滑行きが各務原線新岐阜駅発、河和・内海行きが新可児駅発となる。
- 各務原線の昼間帯の急行運転区間が新那加駅 - 新鵜沼駅間に変更された。
- 豊田線の運行間隔を15分間隔に統一[92]。昼間の地下鉄鶴舞線から犬山線への直通列車を毎時2本から1本に減便。
- 2003年10月4日には榎戸駅 - 常滑駅間の高架化が完了し、列車運行が再開された[94][73]。

瀬戸線
- 瀬戸線昼間の運転系統が変更され準急が尾張瀬戸駅発着となり[95]、普通毎時2本が尾張旭駅発着に変更。尾張旭駅発着の普通は同駅で急行と緩急接続。

### 2004年4月1日改正
- 三河線の両端区間（猿投駅 - 西中金駅間、碧南駅 - 吉良吉田駅間）がそれぞれ廃止された[96][97]。これにより名鉄からディーゼル車による運行が消滅した。